# Dieux du Stade
Dieux du Stade (Nederlands: Goden van het Stadion) is de titel van kalenders en boeken die sinds 2001 worden uitgegeven. In de Dieux du Stade-kalenders en -boeken staan stijlvolle zwart-witfoto's van de rugbyspelers van het Stade Français, het professionele rugbyteam van Parijs, centraal. Opvallend is het erotische karakter van de foto's: de spelers worden naakt of halfnaakt afgebeeld. De Britse schrijver Mark Simpson verzon zelfs het woord 'sporno' (sportporno) om de esthetiek van Dieux du Stade te omschrijven.
De afgelopen jaren hebben ook spelers van andere rugbyclubs en andere sporten meegedaan. Sinds de editie van 2004 wordt er elk jaar ook een dvd over de totstandkoming van de kalender uitgebracht.

## Oorsprong
De kalenders zijn onderdeel van een marketingstrategie die is opgezet door Max Guazzini, president van de rugbyclub. Hij hoopte met de kalenders een nieuw publiek, zoals vrouwen, voor de wedstrijden aan te trekken.
Hoewel de kalender aanvankelijk was ontwikkeld om geld in te zamelen voor een goed doel, heeft het in Frankrijk ook een positief effect gehad op het imago van het team van Stade Français en rugby in het algemeen. 

## Ontvangst
Vanwege het soms homo-erotische karakter zijn de kalenders ook bij de internationale homoseksuele gemeenschap enthousiast ontvangen. De kalenders zijn dan ook vooral bij de beter gesorteerde boekhandels voor homoseksuelen en lesbiennes verkrijgbaar.

## Fotografen
De volgende fotografen hebben aan de kalenders meegewerkt:
- 2001: Kris Gautier
- 2002: Kris Gautier
- 2003: Mathias Vriens
- 2004: François Rousseau
- 2005: Carter Smith
- 2006: Fred Goudon
- 2007: Mariano Vivanco
- 2008: Steven Klein
- 2009: Peter Lindbergh
- 2010: Tony Duran
- 2011: François Rousseau
- 2012: François Rousseau